# Kościół św. Jerzego w Biłgoraju
Kościół pw. św. Jerzego – świątynia rzymskokatolicka w Biłgoraju.
Obiekt ten jest kościołem parafialnym dla parafii pw. św. Jerzego w diecezji zamojsko-lubaczowskiej.
Kościół ten jest zabytkiem architektury, wpisanym do państwowej (nr A/1459 z dnia 07.05.1957 r.) oraz miejskiej ewidencji zabytków.

## Położenie
Kościół pw. św. Jerzego znajduje się w centralnej części Biłgoraja, w granicach administracyjnych osiedla Śródmieście. Obiekt jest zlokalizowany na placu, którzy z trzech stron otaczają ulice Tadeusza Kościuszki, Jana Samoleja i Ogrodowa. W bezpośrednim sąsiedztwie świątyni znajdują się Skwer Saski oraz tereny o charakterze mieszkalno-usługowym. Działka wokół kościoła jest otoczona murem i stanowi obszar dawnego cmentarza.
Od strony północnej do działki kościelnej przylega oddzielna nieruchomość, na której stoją m.in. plebania, dom parafialny i katolicka księgarnia. Wokół kościoła znajduje się kilka obiektów o charakterze zabytkowym, w tym drewniany krzyż z 1841.

## Architektura
Materiałem budowlanym obiektu jest cegła pokryta tynkiem. Kościół zbudowano na planie krzyża łacińskiego, którego dłuższe ramię leży na linii wschód-zachód. Fasada budynku wraz z głównym wejściem jest skierowana na wschód, w stronę ulicy Tadeusza Kościuszki. Naprzeciwko wejścia do kościoła znajduje się prezbiterium. Krótsze ramię krzyża leży na linii północ-południe; w jego południowej części znajduje się zakrystia.
Wewnątrz kościół ma układ bazylikowy i posiada trzy nawy. W nawie głównej znajdują się trzy drewniane ołtarze, utrzymane w stylu neobarokowym: 
- boczny lewy, z obrazem Chrystusa Ukrzyżowanego; w ołtarzu tym umieszczono skałę z Góry Oliwnej;
- boczny prawy, z obrazem Matki Bożej Częstochowskiej; w ołtarzu tym umieszczono skałę Nazaretu;
- główny w prezbiterium.

Sklepienie nawy głównej kościoła ma charakter kolebkowy. Na ścianach znajdują się malowidła z wyobrażeniami scen biblijnych; ściany prezbiterium są pokryte częściowo odsłoniętymi malowidłami, nawiązującymi do wydarzeń wojny polsko-bolszewickiej. W ścianach umieszczone są także tablice pamiątkowe: fundacyjne (z końca XVIII w.) oraz epitafijne, upamiętniające ks. Jana Zieniewicza (z początku XIX w.) i ks. Jana Samoleja (z II połowy XX w.). 
Świątynia ma jedną wieżę, umieszczoną centralnie nad kruchtą. Wewnątrz, na chórze, umieszczone są piszczałkowe organy. Kościół posiada też kondygnację podziemną, w której znajdują się zamknięte krypty oraz kaplica pw. św. Andrzeja Boboli. 

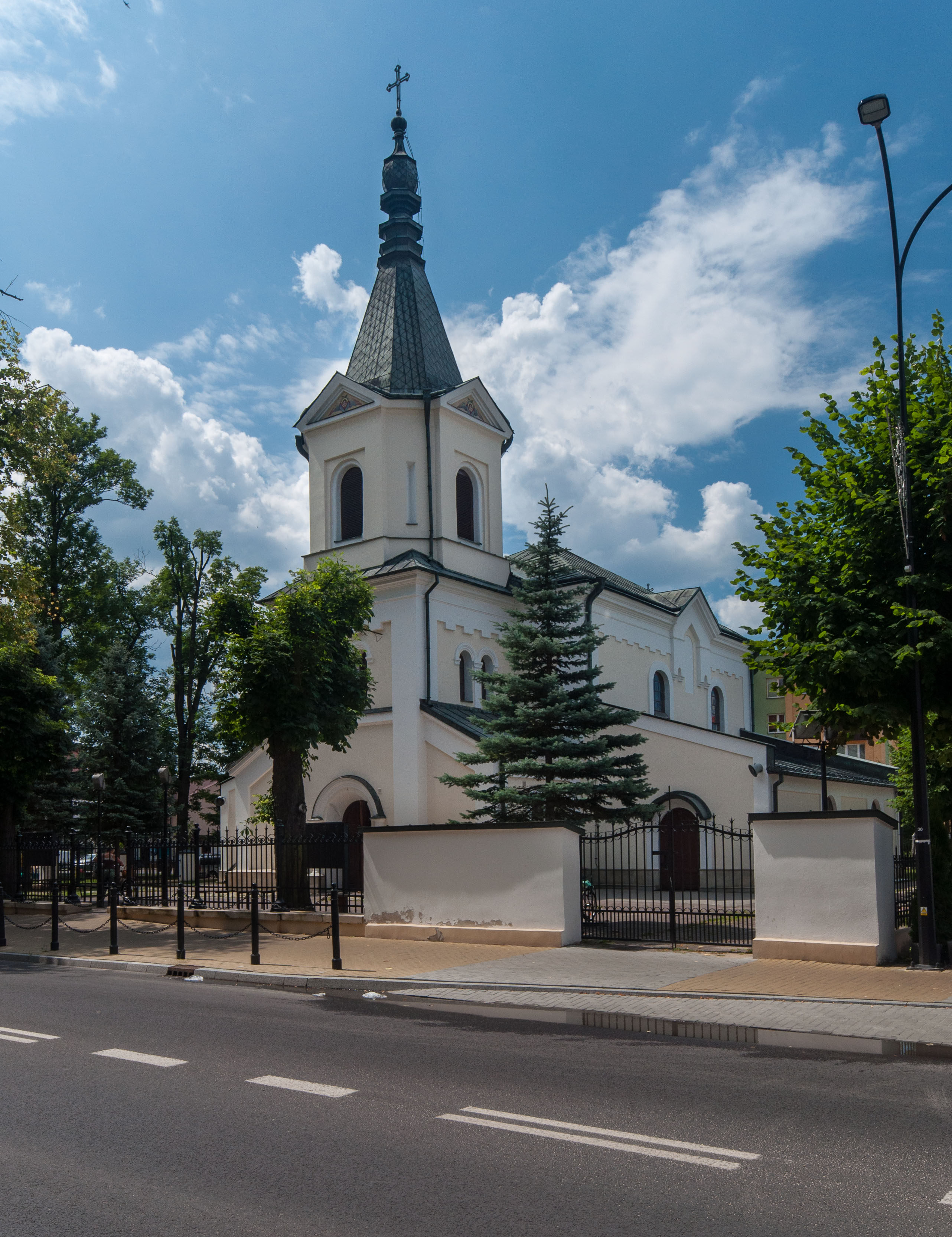
Widok od ulicy Tadeusza Kościuszki
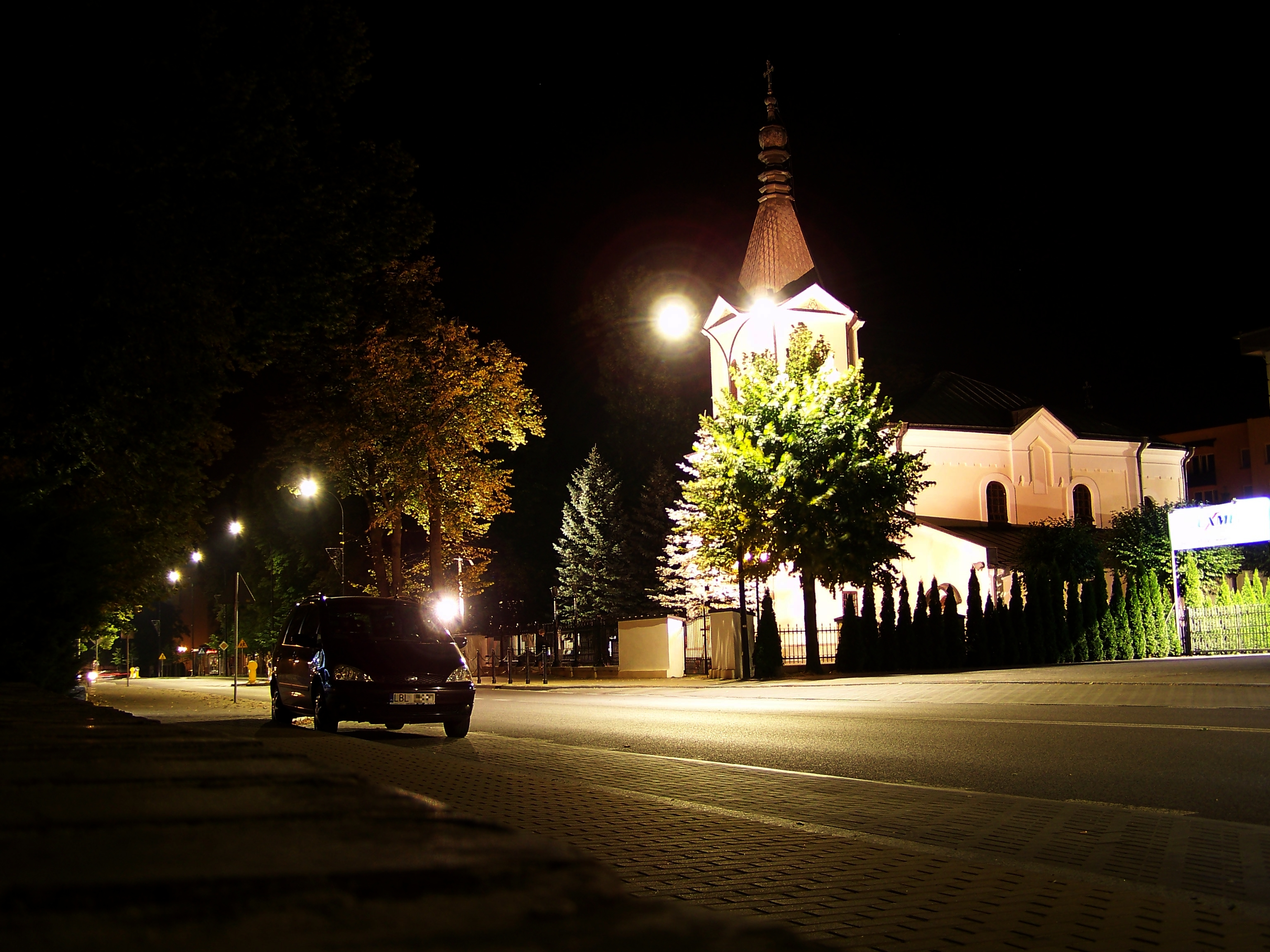
Widok od ulicy Tadeusza Kościuszki, ujęcie nocne
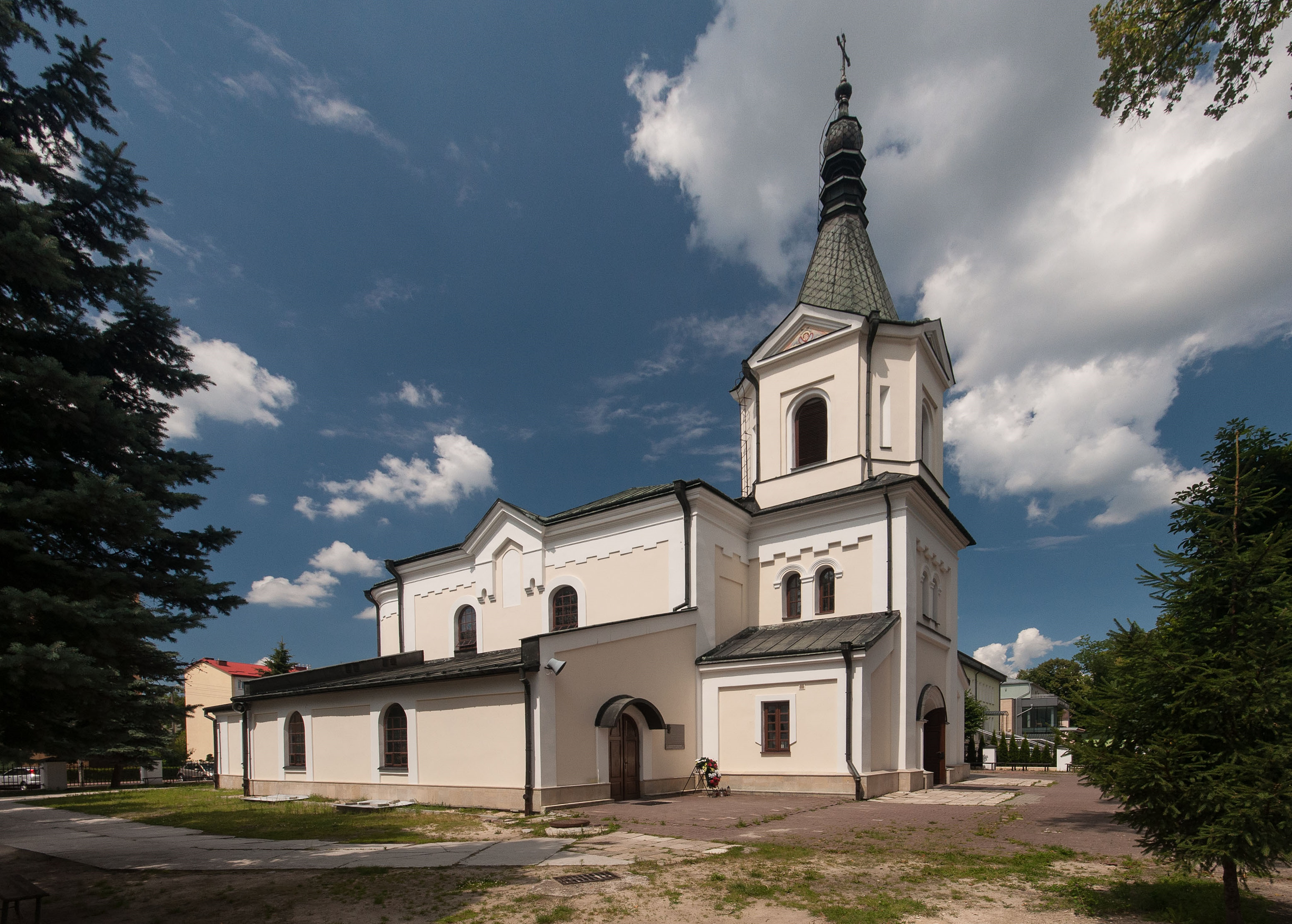
Widok od ulicy Jana Samoleja (przed remontem nawierzchni chodnika)
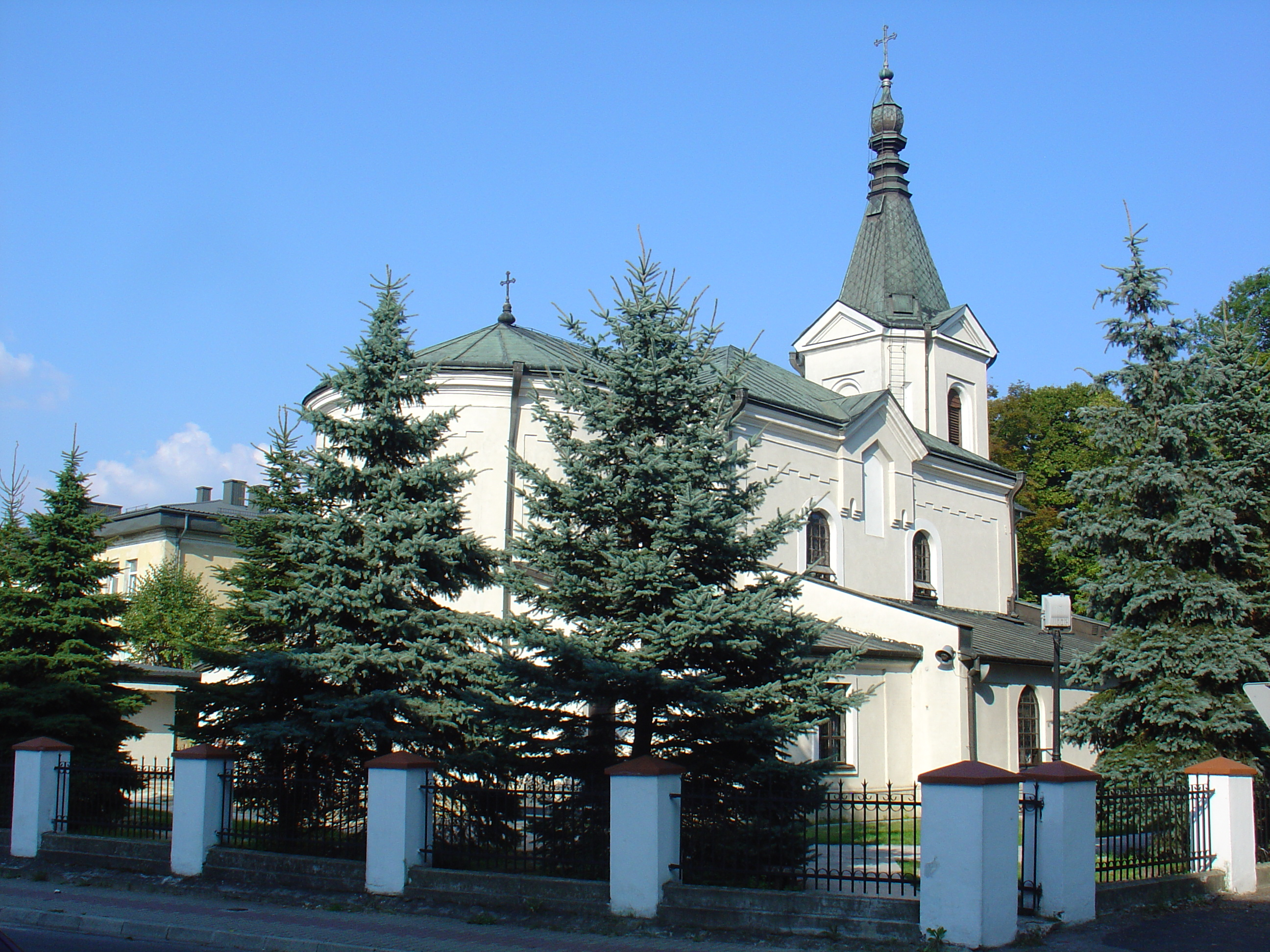
Widok od ulicy Ogrodowej (przed remontem elewacji)
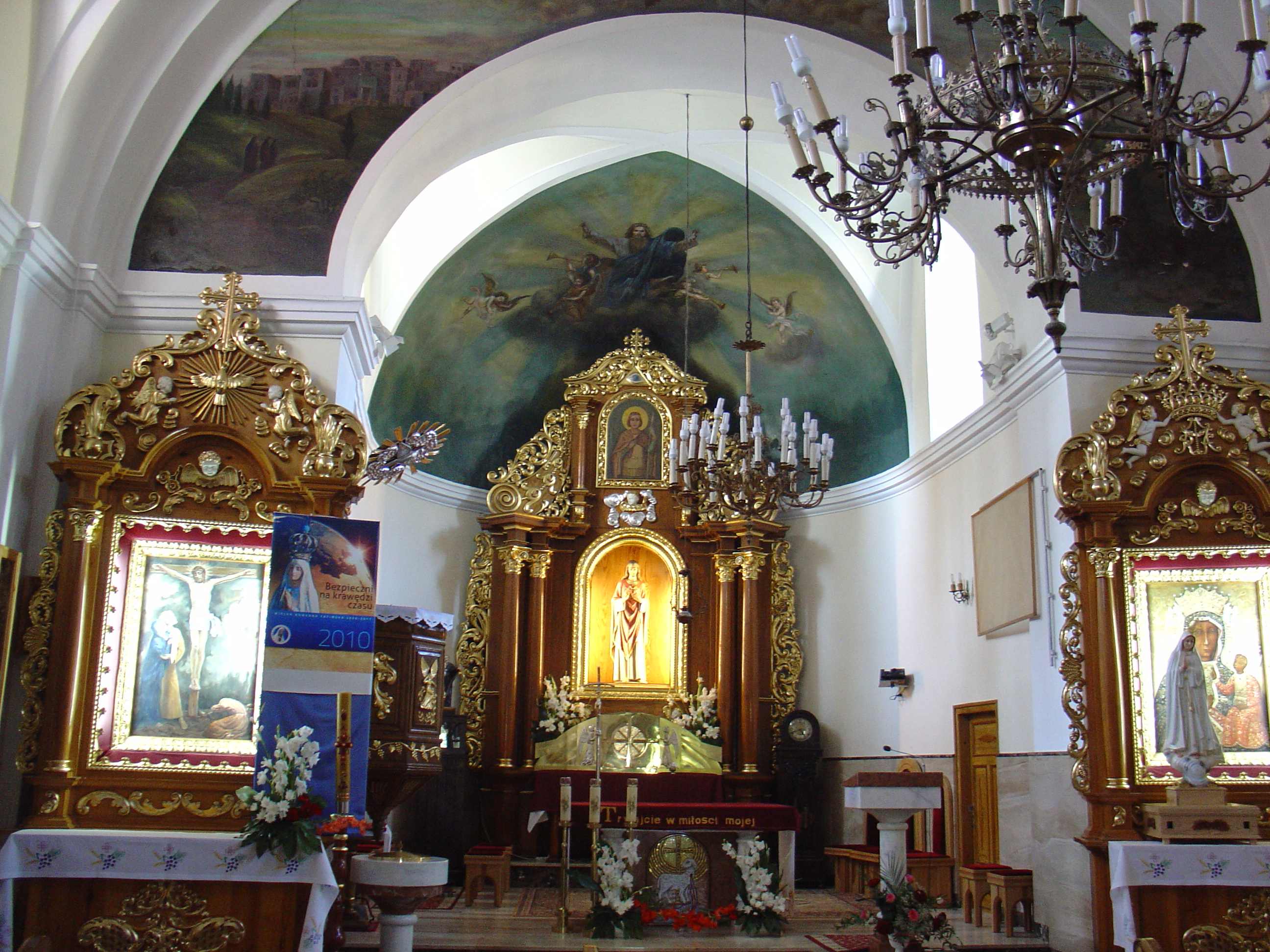
Wnętrze kościoła

## Historia

### Cerkiew unicka (1793-1875)
Pierwsza świątynia w tym miejscu powstała w połowie XVIII w. Dzisiejszy kościół został wybudowany w latach 1790-1793 dzięki inicjatywie ks. Jana Zieniewicza jako cerkiew, przeznaczona dla wiernych obrządku greckokatolickiego, czyli dla tzw. unitów. Architekt świątyni nie jest znany. Konsekracji dokonał biskup eparchii chełmskiej Porfiriusz Skarbek-Ważyński w dniu 28 maja 1798.
W okresie zaboru rosyjskiego (w Biłgoraju trwał on w latach 1815-1915) władze rosyjskie prowadziły politykę prześladowania wiernych kościoła unickiego, jednocześnie próbując rozszerzać wpływy cerkwi prawosławnej. Działania te szczególnie nasiliły się po upadku powstania styczniowego w 1864. Efektem tego procesu była likwidacja unickiej eparchii chełmskiej w 1875. W wyniku likwidacji macierzystej diecezji unicka cerkiew św. Jerzego w Biłgoraju została przemocą zamieniona w świątynię prawosławną.

### Cerkiew prawosławna (1875-1916)
Funkcję cerkwi dla prawosławnych obecny kościół św. Jerzego pełnił od 1875. W czasie I wojny światowej (1914-1918) Biłgoraj został zajęty przez wojska austro-węgierskie, a Rosjanie po raz ostatni opuścili miasto w 1915. Rozpoczął się wówczas proces tzw. bieżeństwa: ludność wyznania prawosławnego uciekała na wschód, próbując się dostać na tereny będące pod jurysdykcją rosyjską. W 1916 cerkiew św. Jerzego opuścił ostatni prawosławny proboszcz, a świątynia została zamknięta.

### Kościół katolicki (1919-1940)
W 1919 polskie władze przekazały opuszczoną świątynię katolikom obrządku łacińskiego. Dawna cerkiew stała się kościołem rektoralnym dla parafii Trójcy Świętej i Wniebowzięcia NMP w Biłgoraju. W tym samym roku został przeprowadzony remont, w wyniku którego zatarte zostały stylowe cechy obiektu, nadające mu dotąd cerkiewny charakter. Niedługo później powstały też malowidła na ścianach prezbiterium, nawiązujące do wydarzeń wojny polsko-bolszewckiej oraz do obrony Jasnej Góry.
W latach 1929–1940 rektorem kościoła był ks. Jan Samolej.
Podczas działań wojennych w 1939 Biłgoraj został zrujnowany, a parafialny kościół Trójcy Świętej i Wniebowzięcia NMP uległ pożarowi. Kościół św. Jerzego nie odniósł wtedy znacznych strat. W związku ze zniszczeniami, które miały miejsce w głównej świątyni, niewielki kościół św. Jerzego stał się miejscem odprawiania nabożeństw dla całej parafii. Funkcję tę pełnił do 1940, kiedy okupacyjne władze niemieckie zadecydowały o odebraniu kościoła katolikom i o przekazaniu go ponownie w ręce prawosławnych.

### Druga cerkiew prawosławna (1940-1945)
Po raz drugi obiekt pełnił funkcję cerkwi prawosławnej w latach 1940-1945. Korzystali wówczas z niego m.in. Ukraińcy, którzy kolaborowali z okupacyjnymi władzami niemieckimi i byli przez te władze osiedlani w Biłgoraju. W 1945, po zakończeniu II wojny światowej, Biłgoraj stał się miastem jednolitym etnicznie, a świątynia po raz drugi znalazła się w rękach katolików.

### Drugi kościół katolicki (od 1945)
Od 1945 kościół św. Jerzego ponownie pełnił funkcję kościoła rektoralnego dla parafii Trójcy Świętej i Wniebowzięcia NMP w Biłgoraju. Ze względu na bezpośrednie sąsiedztwo kilku dużych placówek oświatowych szkolnych stał się świątynią gromadzącą w dużej mierze dzieci i młodzież szkolną; taki charakter kościół utrzymuje do dziś.
W 1978 przeprowadzono renowację świątyni, podczas której odkryto fragmenty polichromii z XIX w. 3 czerwca 1984 obiekt stał się kościołem parafialnym dla nowo erygowanej parafii św. Jerzego, powołanej do życia decyzją arcybiskupa lubelskiego ks. prof. Bolesława Pylaka. Pierwszym proboszczem został dotychczasowy rektor, ks. Marian Goral. Jego staraniem w latach 1984-1990 powstała obecna plebania, a w latach 1987-1989 do kościoła dobudowano boczne nawy. Inwestycja ta zmieniła charakter były budynku, a jednocześnie znacznie powiększyła jego powierzchnię. 
W 2004 ówczesny proboszcz, ks. Czesław Szuran, sprowadził do kościoła relikwie św. Faustyny Kowalskiej. W latach 2006–2007 odbył się gruntowny remont bocznych naw. W 2009, przy okazji 25-lecia istnienia parafii, do kościoła sprowadzono relikwie św. Andrzeja Boboli. W podziemiach kościoła wybudowano też kaplicę imienia tego świętego.
W latach 2008–2015 w biłgorajskiej dzielnicy Puszcza Solska powstała nowa cerkiew prawosławna, której nadano wezwanie św. Jerzego Zwycięzcy, nawiązujące do imienia dawnej cerkwi w obecnym kościele św. Jerzego.
W 2015 staraniem proboszcza, ks. Stanisława Budzyńskiego, odkryto malowidła na ścianach prezbiterium, nawiązujące do wydarzeń wojny polsko-bolszewickiej i zamalowane w latach 1940-1945. Z jego inicjatywy w 2018 rozpoczęła się też budowa nowego budynku dla domu parafialnego i księgarni katolickiej.